# Archidermaptera
Archidermaptera (лат.) — вымерший подотряд уховёрток, известный от позднего триаса до раннего мела. Подотряд классифицируется на основе общего сходства. У Archidermaptera надкрылья, как у современных уховёрток, хотя у них отсутствуют характерные для современных уховерток щипцеподобные церки, яйцеклады и простые глазки. Было высказано предположение, что эта группа является парафилетической.

## Семейства
- † Protodiplatyidae
- † Dermapteridae
- † Turanoviidae